# Csirkés-barlang
A Csirkés-barlang a Duna–Ipoly Nemzeti Parkban található Pilis hegységben, a Csúcs-hegyen nyílt üreg, de jelenleg nem beazonosítható. Turista útikalauzokban is be van mutatva.

## Leírás
Jelenleg nem beazonosítható, csobánkai üreg. 1971-ben leírva, hogy a Csúcs-hegy Csobánka felőli oldalán, a Csúcs-hegyi-barlangtól délre, körülbelül 80 méterre helyezkedik el. A 4 méter hosszú és 4 méter mély üreg közvetlenül a település felett nyílik. 30/210 csapású, 70° dőlésű, ferde hasadék mentén kialakult, kitöltéses, száraz üreg. A barlangot kettéosztja egy beszorult kő és az alsó rész a hasadék kissé kiszélesedett, törmelékkel eltömődött része. Felső triász, vastagpados, tömött, fehér dachsteini mészkőben jött létre. Humuszos kőtörmelék tölti ki alját és eredete lehet, hogy hévizes. Barlangjáró alapfelszerelés nélkül volt megtekinthető.
Előfordul az irodalomban Csirkés barlang (Kordos 1971) és Csirkés-üreg (Kordos 1981) neveken is. A Csirkés-barlang nevet 1970 februárjában belehullott csirke után kapta. 1975-ben volt először Csirkés-barlangnak nevezve a barlang az irodalmában.

## Kutatástörténet
1969 augusztusában a Szpeleológia Barlangkutató Csoport a Kevélyekben szervezett tábor során számára addig ismeretlen, körülbelül 20 méter hosszú barlangot talált, amely nincs név szerint említve. 1969-ben Kordos László és Wehovszky Erzsébet felmérte vesztett pontokkal, fokívvel, freibergi függőkompasszal. A felmérés alapján Kordos László szerkesztett és rajzolt alaprajz térképet, valamint hosszmetszet térképet, amelyek 1:100 méretarányban lettek rajzolva. A felmérés szerint 4 méter hosszú és 3,5 méter mély. Ebben az évben Kordos László készített színes diát, amelyen a bejárat látható.
A Szpeleológia Barlangkutató Csoport 1970. évi jelentésében részletes leírás található a barlangról és kutatástörténetéről. A jelentésben az olvasható, hogy a Csúcs-hegy Csobánka felőli oldalán, a Csúcs-hegyi-barlangtól délre, körülbelül 80 méterre helyezkedik el. Közvetlenül a település felett nyílik a ferde hasadék mentén kialakult, kitöltéses, száraz üreg. 1970. március 22-én és 1970. április 26-án Assmann-féle aspirációs pszichrométerrel Kordos László végzett klimatológiai méréseket a felszínen és a barlangban. A csoportjelentéshez mellékelve lettek az 1969-es térképek.
Az 1974-ben megjelent Pilis útikalauz című könyvben, a Pilis hegység és a Visegrádi-hegység barlangjainak jegyzékében (19–20. old.) meg van említve, hogy a Pilis hegység és a Visegrádi-hegység barlangjai között vannak a Csúcs-hegy barlangjai. A Pilis hegység barlangjait leíró rész szerint a Csúcs-hegyi-barlangtól D-re 80 m-re, a Csúcs-hegy Csobánka felőli oldalában, közvetlenül a település felett, 4 m hosszú és valószínűleg hévizes keletkezésű kis barlang bejárata nyílik. Az 1975. évi MKBT Beszámolóban publikálva lett az 1970. évi jelentés barlangra vonatkozó része a jelentés mellékletében lévő térképekkel együtt. A kiadványban van egy helyszínrajz, amelyen a Csúcs-hegy és az Oszoly barlangjainak földrajzi elhelyezkedése látható. A rajzon megfigyelhető a Csirkés-barlang földrajzi elhelyezkedése.
A Bertalan Károly által írt és 1976-ban befejezett kéziratban az olvasható, hogy a Pilis hegységben, a Kevély-csoportban, Csobánkán helyezkedik el a Csirkés-barlang. A Csúcs-hegy Csobánka felőli oldalán, a Csúcs-hegyi-barlangtól D-re 80 m-re van bejárata. Közvetlenül a település felett nyílik a 4 m hosszú és 3,5 m mély barlang. Ferde hasadék mentén jött létre az üreg, amelyben kitöltés van. A kézirat barlangra vonatkozó része 1 irodalmi mű alapján lett írva.
Az 1981. évi Karszt és Barlang 1–2. félévi számában nyilvánosságra lett hozva, hogy a Csirkés-üregnek 4820/15. a barlangkataszteri száma. Az 1984-ben napvilágot látott Magyarország barlangjai című könyv országos barlanglistájában szerepel a Pilis hegység barlangjai között a barlang Csirkés-üreg néven Csirkés-barlang névváltozattal. A listához kapcsolódóan látható a Dunazug-hegység barlangjainak földrajzi elhelyezkedését bemutató 1:500 000-es méretarányú térképen a barlang földrajzi elhelyezkedése. A Kárpát József által írt 1991-es kéziratban meg van említve, hogy a csobánkai Csirkés-barlang 4 m hosszú és 4 m mély.
Az 1991-ben megjelent A Pilis és a Visegrádi-hegység című útikalauzban meg van ismételve az 1974-es könyv barlangleírása. 1997. májusban Kraus Sándor rajzolt helyszínrajzot, amelyen a Csúcs-hegy barlangjainak földrajzi elhelyezkedése van ábrázolva. A rajzon látható a Csirkés névvel jelölt barlang földrajzi elhelyezkedése. Kraus Sándor 1997. évi beszámolójában az olvasható, hogy az 1997 előtt is ismert Csirkés-barlangnak volt már térképe 1997 előtt. Nem barlang, valószínűleg nem azonosítható, veszélyeztetett, amely további kutatást igényel. A jelentésbe bekerült az 1997-es helyszínrajz.